# Laurence Briaud
Laurence Briaud (...) è una montatrice francese.

## Biografia
Laureatasi al Conservatoire libre du cinéma français nel 1988, è stata per undici anni assistente di François Gédigier al montaggio dei film di Arnaud Desplechin, Patrice Chéreau e Mathieu Amalric, fra gli altri. Il suo primo film d'assistente è stato La Vie des morts (1991) e il suo primo da montatrice Pelle d'angelo (2002). Ha montato tutti i film di Desplechin a partire da I segreti degli uomini (2003). È stata candidata tre volte ai premi César.

## Filmografia

### Cinema
- Rien à dire, regia di Vincent Pérez – cortometraggio (1999)
- Pelle d'angelo (Peau d'ange), regia di Vincent Pérez (2002)
- Moi César, 10 ans ½, 1m39, regia di Richard Berry (2003)
- I segreti degli uomini (Léo, en jouant «Dans la compagnie des hommes»), regia di Arnaud Desplechin (2003)
- I re e la regina (Rois et Reine), regia di Arnaud Desplechin (2004)
- Mon fils à moi, regia di Martial Fougeron (2006)
- Je m'appelle Elisabeth, regia di Jean-Pierre Améris (2006)
- 24 mesures, regia di Jalil Lespert (2007)
- L'Aimée, regia di Arnaud Desplechin – documentario (2007)
- Racconto di Natale (Un conte de Noël), regia di Arnaud Desplechin (2008)
- Yuki & Nina, regia di Nobuhiro Suwa e Hippolyte Girardot (2009)
- Tutti per uno (Les Mains en l'air), regia di Romain Goupil (2010)
- My Little Princess, regia di Eva Ionesco (2011)
- Il ministro - L'esercizio dello Stato (L'Exercice de l'État), regia di Pierre Schoeller (2012)
- Jimmy P., regia di Arnaud Desplechin (2013)
- Les Jours venus, regia di Romain Goupil (2014)
- I miei giorni più belli (Trois souvenirs de ma jeunesse), regia di Arnaud Desplechin (2015)
- Voir du pays, regia di Delphine e Muriel Coulin (2016)
- I fantasmi d'Ismael (Les Fantômes d'Ismaël), regia di Arnaud Desplechin (2017)
- Un peuple et son roi, regia di Pierre Schoeller (2018)
- Roubaix, una luce (Roubaix, une lumière), regia di Arnaud Desplechin (2019)
- Tromperie - Inganno (Tromperie), regia di Arnaud Desplechin (2021)
- Ils sont vivants, regia di Jérémie Elkaïm (2021)
- Fratello e sorella (Frère et Sœur), regia di Arnaud Desplechin (2022)

### Televisione
- La Forêt, regia di Arnaud Desplechin – film TV (2014)

## Riconoscimenti
- Premio César
  - 2009 - Candidatura al miglior montaggio per Racconto di Natale
  - 2012 - Candidatura al miglior montaggio per Il ministro - L'esercizio dello Stato
  - 2016 - Candidatura al miglior montaggio per I miei giorni più belli
- European Film Awards
  - 2008 - Candidatura al miglior montaggio per Racconto di Natale